# Hugo Gill
Hugo Gill (* 6. Februar 1897 in Berlin; † 4. Mai 1972 in Hamburg) war ein deutscher Politiker (KPD).

## Leben
Gill war ursprünglich Arbeiter. Er gehörte bereits in der Weimarer Republik der KPD an, für die er 1932/33 Mitglied der Hamburgischen Bürgerschaft war, und nahm 1923 aktiv am Hamburger Aufstand teil. 1932 übernahm er die Leitung der Roten Sporteinheit in Hamburg. Nach der „Machtergreifung“ der Nationalsozialisten ging er in die Illegalität. Am 23. Oktober 1933 wurde er verhaftet und zum Verhör in das Stadthaus, das damals als Gestapo-Zentrale diente, verbracht. Nach schweren Misshandlungen wurde er in das Konzentrationslager Fuhlsbüttel eingeliefert. Nach weiteren Misshandlungen wurde er in das Untersuchungsgefängnis am Holstenglacis und danach in das Haftkrankenhaus eingeliefert. Nach Haft im KZ und der Strafanstalt Fuhlsbüttel wurde er im Dezember 1937 vorübergehend aus der Haft entlassen. Im Februar 1938 wurde Gill jedoch erneut verhaftet und im Juni des Jahres zu 18 Monaten Zuchthaus verurteilt, die er im Torflager der Strafanstalt in Schülp verbüßen musste. 1939 freigelassen und zur Arbeit auf dem Flughafen Hamburg und ab 1940 in Aalborg in Dänemark verpflichtet. 1944 wurde er zum Kriegsdienst bei der Luftwaffe eingezogen und diente auf dem Flugplatz Köthen (Anhalt), wo er im Mai in amerikanische Gefangenschaft geriet, aus der er Ende August 1945 entlassen wurde.
1945 beteiligte Gill sich an der Wiedergründung der KPD in Hamburg und war bis zum KPD-Verbot 1956 hauptamtlicher Mitarbeiter der Partei in Hamburg und Geschäftsführer der Alster-Druck GmbH, in der das KPD-Blatt Hamburger Volkszeitung hergestellt wurde. Am 2. Januar 1953 war er für seinen Parteifreund Alfred Wahl, der sein Mandat niedergelegt hatte, in die Bürgerschaft nachgerückt, aus der er aber bereits bei der Bürgerschaftswahl im selben Jahr wieder ausschied, da die KPD an der Fünf-Prozent-Hürde scheiterte. Nach dem KPD-Verbot zunächst arbeitslos, war Gill später als Bote tätig. Obwohl in Hamburg-Langenhorn wohnend, gehörte er der illegalen Landesleitung der KPD in Schleswig-Holstein an. 1968 war Gill Gründungsmitglied der DKP in Hamburg.
Seine Tochter Erna Mayer (1925–2022), frühere Leiterin der Internationalen Buchhandlung in Hamburg, war als Zeitzeugin aktiv und setzte sich für einen würdigen Gedenkort im Hamburger Stadthaus ein. Sein Sohn Gerhard war Journalist und 1974 DKP-Kandidat für die Bezirksversammlung Hamburg-Mitte.